# Alfabeto sharada
El Śāradā o Sharada, escritura (शारदा) es un sistema de escritura abugida de la familia bráhmica, desarrollado alrededor del siglo VIII. Fue utilizado para escribir sánscrito y cachemir. La escritura gurmují fue desarrollada a partir de la sarada. Originalmente más generalizada, su uso se hizo más tarde restringido a Cachemira, y en la actualidad se utiliza muy poco, excepto por los pandits cachemires con fines ceremoniales. Sarada es otro nombre para Sarasvati, la diosa del aprendizaje.

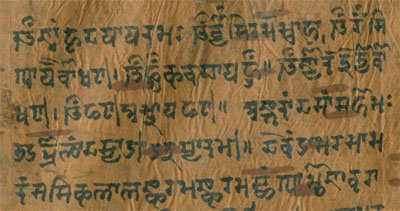
Manuscrito shivaísta Kashmiri (o)